# 10996 Armandspitz
10996 Armandspitz este un asteroid din centura principală de asteroizi.

## Descriere
10996 Armandspitz este un asteroid din centura principală de asteroizi. A fost descoperit pe 7 iulie 1978 la Observatorul Palomar de Schelte J. Bus. Asteroidul prezintă o orbită caracterizată de o semiaxă mare de 3,21 ua, o excentricitate de 0,12 și o înclinație de 5,4° în raport cu ecliptica.